# NGC 178
NGC 178 é uma galáxia espiral (Sb/P) localizada na direcção da constelação de Cetus. Possui uma declinação de -14° 10' 20" e uma ascensão recta de 0 horas, 39 minutos e 08,4 segundos.
A galáxia NGC 178 foi descoberta em 1886 por Ormond Stone.